# Pavel Tesař (cyklista)
Pavel Tesař (* 26. února 1967 Praha) je bývalý český profesionální dráhový cyklista, závodil za ASK Dukla Praha.
Mezi jeho největší úspěchy patří páté místo v stíhacím závodu družstev na Olympijských hrách v Soulu 1988 (členy družstva byli kromě něj Svatopluk Buchta, Zbyněk Fiala, Pavel Soukup a Aleš Trčka) a osmé místo ve stíhacím závodě na dráze na Olympijských hrách v Barceloně 1992 (dalšími členy týmu byli Svatopluk Buchta, Rudolf Juřický a Jan Panáček).